# Charles Stebbins
Charles Stebbins (* 1789 in Williamstown, Berkshire County, Massachusetts; † 1873) war ein US-amerikanischer Rechtsanwalt und Politiker aus New York.

## Werdegang
Stebbins graduierte 1807 am Williams College, studierte dann Jura, bekam 1810 seine Zulassung als Anwalt und praktizierte anschließend in Cazenovia (New York). 1819 heiratete er Eunice Masters (1794–1871).
Er gehörte von 1826 bis 1829 dem Senat von New York an, wo er den 5. Distrikt vertrat. Als im März 1829 Martin Van Buren als Gouverneur zurücktrat, um den Posten als Außenminister anzutreten, folgte ihm der Vizegouverneur Enos T. Throop ins Gouverneursamt und Stebbins, der inzwischen zum President pro Tempore gewählt war, als kommissarischer Vizegouverneur. Stebbins kandidierte erfolglos um eine Wiederwahl in den Senat von New York.
Anschließend war er, ernannt durch den Gouverneur, von 1830 bis 1840 als einer von drei Bankaufsichtsbeamten tätig. Nach seinem Tod wurde er auf dem Evergreen Cemetery in Cazenovia beigesetzt.